# 埃靈頓鎮區 (愛荷華州漢考克縣)
埃靈頓鎮區（英語：Ellington Township）是位於美國愛荷華州漢考克縣的一個行政鎮區。

## 地方資料
根據2010年美國人口普查的數據，埃靈頓鎮區的面積為92.57平方千米，當中陸地面積為92.42平方千米，而水域面積為0.15平方千米。當地共有人口550人，而人口密度為每平方千米5.94人。